# カッティノ・モブリー
カッティノ・ラシャーン・モブリー（Cuttino Rashawn Mobley, 1975年9月1日 - ）はアメリカ合衆国ペンシルベニア州フィラデルフィア出身。のバスケットボール選手。NBAのヒューストン・ロケッツ等に所属していた。ポジションはシューティングガード。ニックネームは「キャット」（Cat）。NFL選手のジョン・モブリーとは従兄弟同士である。

## 経歴
ロードアイランド大学を卒業し、1998年のNBAドラフトで全体の41位指名をヒューストン・ロケッツから受けNBA入りした。1年目は出場49試合中37試合でポイントガードとして先発したが、ゲームコントロールはベテランのスコッティ・ピッペンが行い、外角シューターとしての役割が強かった。平均9.9得点、2.5アシストの成績でオールルーキー2NDチームに選ばれた。
1999-2000シーズンは、新人のスティーブ・フランシスやシャンドン・アンダーソンの加入があり、ベンチから出場する機会が多かったが、平均出場時間は30.8分に増え、得点は15.8点を記録した。その後は、フランシスと高い得点力を誇るバックコートを形成、チームを牽引した。2001-02シーズンは、2001年1月18日のゴールデンステート・ウォーリアーズとの対戦でキャリアハイとなる41得点を記録するなど、自己最高の21.7得点を記録した。2001-2002シーズン、2002年1月24日のニュージャージー・ネッツ戦でもキャリアハイに並ぶ41得点を挙げた。
2004年6月、トレーシー・マグレディらとの交換で、フランシスと共にオーランド・マジックに移籍する。2004-05シーズンはマジックで23試合に出場した後、シーズン途中となる2005年の1月に、ダグ・クリスティと交換でサクラメント・キングスへ移籍した。キングスでも先発出場しチームに貢献した。
2005-06シーズン前にFAとなったモブリーは7月にロサンゼルス・クリッパーズと5年間の契約を結んだ。クリッパーズ1年目は、得点源であったコーリー・マゲッティを怪我で欠いたシーズン途中の12月-2月に平均17.4得点を記録し、マゲッティ不在を感じさせない働きを見せた。チームは久しぶりにプレイオフに進出し、自身も初めて1回戦を突破した。その後もクリッパーズの主力として活躍した。結果的に現役最後の試合となった2008年11月19日、オクラホマシティ・サンダーとの対戦ではフィールドゴール11本を決め、23得点を記録しただけでなく、キャリアハイとなる7つのスティールを記録していた。

### 突然の引退
2008年11月21日、ザック・ランドルフらのトレードでティム・トーマスと共にニューヨーク・ニックスの移籍が決まった。しかし、移籍前に行われる身体検査で、モブリーが深刻な心臓病を患っていることが発見された。それでもニックスは、サラリーキャップの整理が第一の目的であったので、このトレードを行った。そして、12月8日に現役引退を発表した（ただし、サラリーキャップの関係で2010年4月までニックスのロスターに入っていた）。

### 引退後
引退後は、3x3のバスケットボールでプレーしている。

## 個人成績

### NBAレギュラーシーズン
| シーズン | チーム | GP  | GS  | MPG  | FG%  | 3P%  | FT%  | RPG | APG | SPG | BPG | PPG  |
| -------- | ------ | --- | --- | ---- | ---- | ---- | ---- | --- | --- | --- | --- | ---- |
| 1998–99  | HOU    | 49  | 37  | 29.7 | .425 | .358 | .818 | 2.3 | 2.5 | .9  | .5  | 9.9  |
| 1999–00  | HOU    | 81  | 8   | 30.8 | .430 | .356 | .847 | 3.6 | 2.6 | 1.1 | .4  | 15.8 |
| 2000–01  | HOU    | 79  | 49  | 38.0 | .434 | .357 | .831 | 5.0 | 2.5 | 1.1 | .3  | 19.5 |
| 2001–02  | HOU    | 74  | 74  | 42.1 | .438 | .395 | .850 | 4.1 | 2.5 | 1.5 | .5  | 21.7 |
| 2002–03  | HOU    | 73  | 73  | 41.7 | .434 | .352 | .858 | 4.2 | 2.8 | 1.3 | .5  | 17.5 |
| 2003–04  | HOU    | 80  | 80  | 40.4 | .426 | .390 | .811 | 4.5 | 3.2 | 1.3 | .4  | 15.8 |
| 2004–05  | ORL    | 23  | 21  | 31.6 | .432 | .464 | .797 | 2.7 | 1.8 | 1.0 | .4  | 16.0 |
| 2004–05  | SAC    | 43  | 43  | 38.7 | .440 | .424 | .831 | 3.9 | 3.4 | 1.2 | .5  | 17.8 |
| 2005–06  | LAC    | 79  | 74  | 37.7 | .426 | .339 | .839 | 4.3 | 3.0 | 1.2 | .5  | 14.8 |
| 2006–07  | LAC    | 78  | 73  | 36.4 | .440 | .411 | .837 | 3.4 | 2.5 | 1.2 | .3  | 13.8 |
| 2007–08  | LAC    | 77  | 38  | 35.1 | .433 | .349 | .819 | 3.6 | 2.6 | 1.0 | .4  | 12.8 |
| 2008–09  | LAC    | 11  | 11  | 33.2 | .432 | .343 | .722 | 2.6 | 1.1 | 1.4 | .2  | 13.7 |
| Career   | Career | 747 | 581 | 37.0 | .433 | .378 | .835 | 3.9 | 2.7 | 1.2 | .4  | 16.0 |

### プレーオフ
| シーズン | チーム | GP | GS | MPG  | FG%  | 3P%  | FT%  | RPG | APG | SPG | BPG | PPG  |
| -------- | ------ | -- | -- | ---- | ---- | ---- | ---- | --- | --- | --- | --- | ---- |
| 1999     | HOU    | 4  | 4  | 23.5 | .467 | .571 | .909 | 1.0 | 2.8 | .5  | .0  | 7.0  |
| 2004     | HOU    | 5  | 5  | 42.0 | .387 | .286 | .800 | 4.8 | 2.8 | .6  | .6  | 14.4 |
| 2005     | SAC    | 5  | 5  | 31.8 | .443 | .280 | .714 | 2.8 | 1.8 | 1.2 | .4  | 14.8 |
| 2006     | LAC    | 12 | 12 | 39.4 | .427 | .367 | .897 | 4.8 | 2.0 | .7  | .3  | 13.3 |
| Career   | Career | 26 | 26 | 36.0 | .422 | .337 | .860 | 3.8 | 2.2 | .7  | .3  | 12.8 |